# Магацено (Салерно)
Магацено је насеље у Италији у округу Салерно, региону Кампанија.
Према процени из 2011. у насељу је живело 599 становника. Насеље се налази на надморској висини од 2 м.